# Jasmine Vangrieken
Jasmine Vangrieken (25 november 1983) is een Belgische ex-zwemster en lokaal politicus voor sp.a.

## Levensloop
Ze zwom bij Zwemclub De Merel Leopoldsburg (ZDML), Molse ZwemKlub Antwerpen (MOZKA) en de Hasseltse Zwemvereniging Spartacus (HZS). In 1999 haalde ze als lid van de Belgische estafetteploeg 4x200 m vrije slag voor meisjes op het Europese juniorenkampioenschap in Moskou een zevende plaats in de A-finale. Ze miste evenwel nipt de kwalificatiegrens voor deelname aan de Olympische Zomerspelen van 2000. In 2000 haalde ze brons op de Vlaamse Kampioenschappen op de 200 m vrije slag. In 2001 volgde brons op het Belgisch Kampioenschap 200 m vrije slag in Charleroi. Met 57,83 op de 100 m vrije slag en 2.04,25 op de 200 m vrije slag haalde ze op 7 augustus 2001 in Mol provinciale records (algemeen en junior) van de Vlaamse Zwemfederatie Afdeling Limburg die tot in 2011 nog niet werden gebroken.
Na haar zwemcarrière begon ze als opvoedster in de gesloten gemeenschapsinstelling De Kempen afdeling De Hutten in Mol. Ze stapte in 2006 ook in de gemeentepolitiek in haar woonplaats Lommel. Voor de sp.a zetelt ze in de gemeenteraad en de Commissie Algemeen Beleid, Sociale Zaken en Sport van Lommel. Daarnaast werkte ze reeds enkele malen als columniste voor Het Nieuwsblad waar ze als "wielrennersvrouw" via columns de carrière van haar partner wielrenner Johan Vansummeren becommentarieert. Haar column En Danseuse kreeg heel wat Vlaamse media-aandacht. Ze is in 2011 verloofd met Johan Vansummeren. Deze vroeg haar in de Vélodrome André Pétrieux ten huwelijk vlak nadat hij op 10 april 2011 de 109e editie van Parijs-Roubaix gewonnen had. Het moment werd opgepikt door de televisiezenders en haalde de internationale media.
Bij de lokale verkiezingen in 2012 stond Vangrieken voor de gemeenteraadsverkiezingen in Lommel op de 4de plaats op de lijst Lijst Burgemeester en voor de Limburg provincieraad op de 4de plaats op de sp.a-Groen-kartellijst. In februari van datzelfde jaar was ze door haar werkgever, nog op non-actief gezet wegens deontologische fouten, nadat ze een gsm de jeugdinstelling had binnengesmokkeld. Ze behaalde 959 voorkeurstemmen op de gemeenteraadslijst en 1759 stemmen op de provincieraadslijst. Hierdoor kon ze haar zetel in Lommel behouden, maar raakte ze niet verkozen voor de provincieraad in het provinciedistrict Neerpelt. Van 1 januari 2013 tot 31 december 2018 nam ze zitting als schepen van sport, samenleving en internationale samenwerking in het schepencollege van toenmalig burgemeester Peter Vanvelthoven.